# Nate Davis
Nathaniel "Nate" Davis (Columbia, Carolina del Sur, 25 de octubre de 1953)  es un exjugador de baloncesto estadounidense que jugó ocho temporadas entre la Liga Española y la Liga ACB. Con 1,94 metros de estatura, lo hacía en la posición de alero.

## Trayectoria deportiva

### Universidad
Jugó durante cuatro temporadas con los Gamecocks de la Universidad de Carolina del Sur, en las que anotó 1.345 puntos en total.

### Profesional
Fue elegido en la posición 101 del Draft de la NBA de 1977 por Chicago Bulls, pero no llegó a firmar por el equipo, pasando un año en blanco hasta que José Antonio Gasca lo trae a la liga española con la misión de sustituir en el Askatuak a un jugador histórico de la entidad, Essie Hollis. A pesar de figurar como el mejor anotador de la liga, no llegó a finalizar la temporada, debido a unas declaraciones a un periódico local en las que criticaba a Gasca, siendo apartado del equipo.
En 1979 ficha por el Miñón Valladolid que entrenaba Pedro Zorrozúa, y en su primera temporada en el equipo, ya con Vicente Sanjuán de entrenador, se proclamaría máximo anotador de la liga, promediando 29,7 puntos por partido. Formó un gran tándem junto con el base Carmelo Cabrera, y eran habituales los alley-oops entre ellos, hasta que la FIBA decidió prohibirlos.
Tras probar sin éxito en 1982 en las Ligas de Verano de la NBA, regresó a España con la temporada ya comenzada, fichando por el Obradoiro para sustituir al lesionado Chuck Verdever, pero llegó falto de ritmo. Nate Davis disputó 12 partidos con el Obradoiro, en los que promedió 26,7 puntos por partido. Además, el 15 de enero de 1983 logró anotar 41 puntos en el partido contra el Baskonia, estableciendo el récord de anotación individual del Obradoiro en la máxima categoría.
Al año siguiente la liga se transforma en la ACB, y Davis acaba fichando por el OAR Ferrol, y ya en su primera temporada da muestras de su calidad, acabando como el máximo anotador de la liga, promediando 27,8 puntos por partido, algo que repetiría al año siguiente, con 29,8 puntos. En la Temporada 1985-86, tras 16 partidos disputados, estaba de nuevo encabezando la lista de máximos anotadores con 29,6 puntos por partido, hasta que en un encuentro disputado en Santa Coloma se fracturó la clavícula, siendo cortado por el equipo. Sin embargo, su retirada tuvo otro motivo, que fue la enfermedad de su mujer, que contrajo el sida tras una transfusión después del nacimiento de su segundo hijo. Marchó con ella a su país en busca de una cura, pero su mujer falleció y él se arruinó por el coste del tratamiento, no volviendo a jugar a baloncesto. 28 años después vuelve a Ferrol, donde fue un ídolo, con motivo de un reportaje sobre su figura en el programa Informe Robinson. Recibe diversos homenajes en A Malata, pabellón del histórico OAR Ferrol, y hace el saque de honor en el partido Racing Club de Ferrol-Caudal de Mieres.